# Narridy
Narridy är en ort i Australien. Den ligger i kommunen Northern Areas och delstaten South Australia, omkring 170 kilometer norr om delstatshuvudstaden Adelaide.
Trakten runt Narridy är nära nog obefolkad, med mindre än två invånare per kvadratkilometer.. Närmaste större samhälle är Crystal Brook, omkring 12 kilometer nordväst om Narridy.
Trakten runt Narridy består till största delen av jordbruksmark. Genomsnittlig årsnederbörd är 533 millimeter. Den regnigaste månaden är juni, med i genomsnitt 86 mm nederbörd, och den torraste är december, med 14 mm nederbörd.